# El Tablado (Garafía)
El Tablado es un caserío del municipio de Garafía, en la isla de La Palma (Canarias, España). Colinda por el Sur con el barrio de Roque del Faro.

## Situación
Está situado entre dos de los mayores barrancos de la isla, el Barranco de Los Hombres, casi en la confluencia del Barranco de Las Traviesas, lo separa de Franceses y el de Fagundo lo separa de Don Pedro. Antiguamente era la salida natural por la Fajana de las explotaciones madereras y remates que se hacían en los bosques de laurisilva y Pinares de la zona alta de la isla, ya que a través de este vecindario transcurría el Camnino Real que llegaba a La Fajana formado por unas caídas casi en vertical, salvadas por el continuo zig-zagueo de su trazado. Los peones de esta zona de la isla bajaban cargados de madera y carbón por este abrupto camino para embarcarlos hacia Santa Cruz de La Palma vía marítma, utilizando las falúas que prestaban el servicio entre el embarcadero de La Fajana y La Ciudad (que era como se conocía antiguamente Santa Cruz de La Palma).

## Demografía
| 2000 | 2001 | 2002 | 2003 | 2004 | 2005 | 2006 | 2007 | 2008 | 2009 | 2010 | 2011 | 2012 |
| ---- | ---- | ---- | ---- | ---- | ---- | ---- | ---- | ---- | ---- | ---- | ---- | ---- |
| 54   | 52   | 53   | 47   | 47   | 45   | 41   | 42   | 36   | 39   | 38   | 38   | 41   |

## Fiestas
Esta localidad celebra en el mes de julio fiestas en honor a la María Auxiliadora.

## Galería

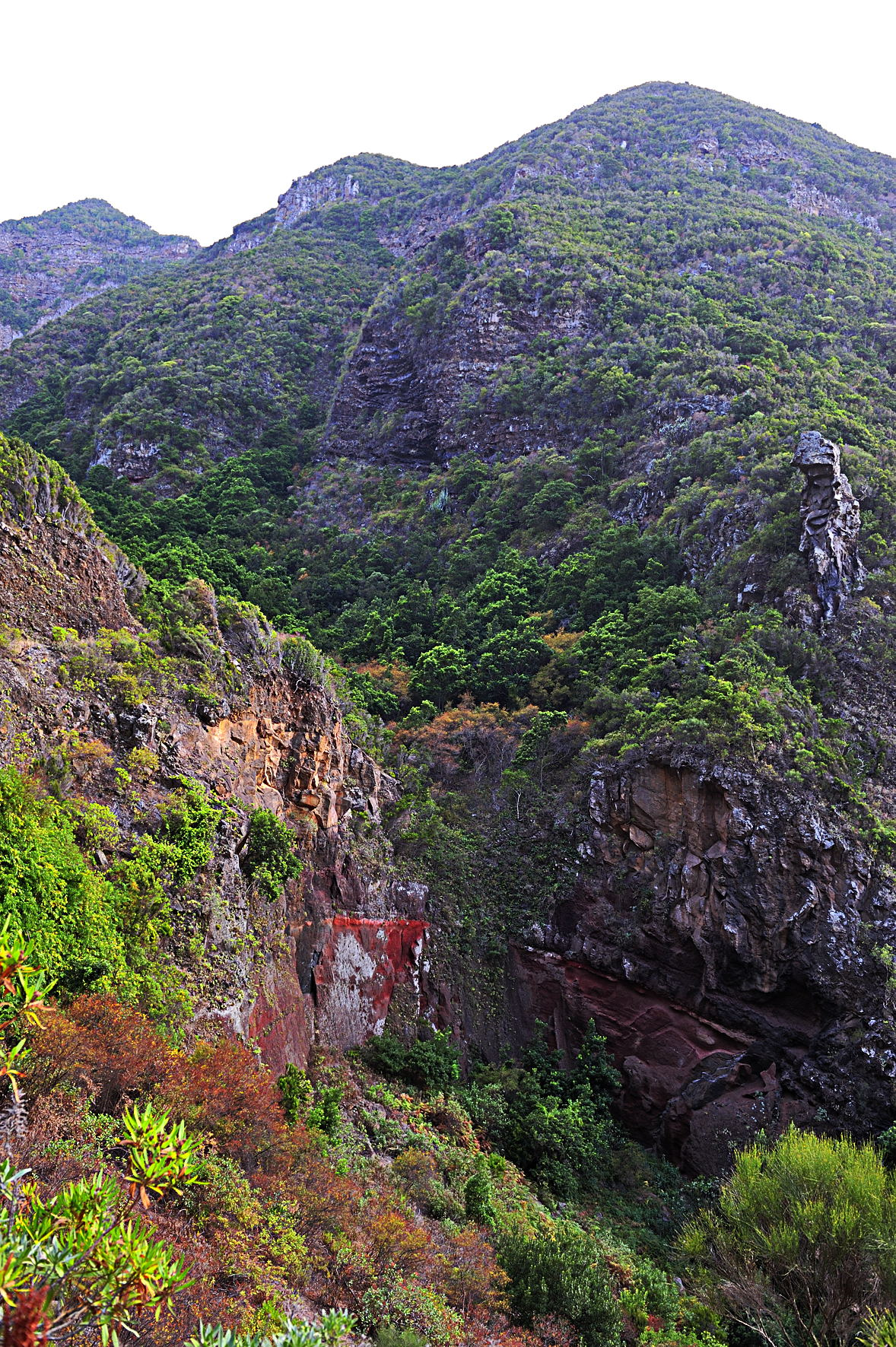
Detalle del cauce del Barranco de Las Traviesas casi en su confluencia con el Barranco de Los Hombres.
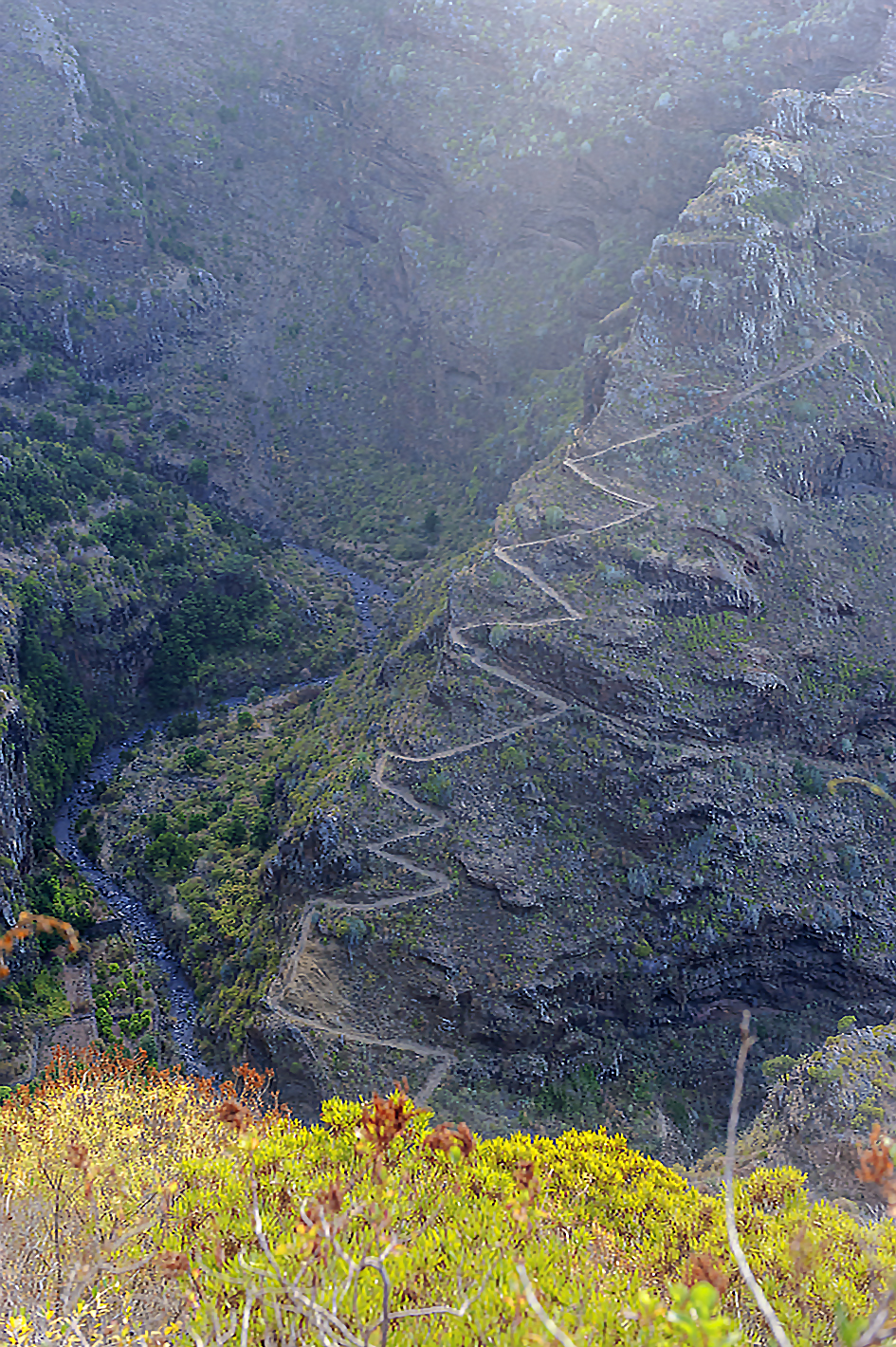
Barranco de Los Hombres y el zig--zag de la bajada de El Tablado a La Fajana.